# Georges Kleinmann
Pour les articles homonymes, voir Kleinmann.
Georges Kleinmann, né en août 1930 et mort le 14 mars 2010 est un journaliste et animateur de la Télévision suisse romande (TSR).

## Biographie
Georges Kleinmann  fut membre du comité directeur de la Société suisse de radiodiffusion et télévision et président de la presse genevoise en 1974. Il a aussi été membre du comité genevois de la LICRA.  
Franc-maçon, vénérable maître  de la loge genevoise Mozart et Voltaire, il est  le grand maître du Grand Orient de Suisse de 1984 à 1986.
L'astéroïde (214378) Kleinmann porte son nom.

## Émissions de télévision
- 1960, Duel à Cache-Cash ;
- 1961 - 1973, participe à l'émission d'information Carrefour ;
- L'actualité spatiale lors des premiers satellites et de la conquête de la lune ;
- 1965 à 1982, Jeux sans frontières ;
- 1965 à 1968, Interneige;
- 1976 à 1981, Interneige;
- 1977 à 1980, Les Jeux de Noël;
- Concours Eurovision des jeunes musiciens 1984 ;
- Retransmissions des mariages de la famille royale de Grande-Bretagne ;
- Signes, l'émission en langage des signes destinée aux sourds.

## Publication
- Georges Kleinmann, La Franc-maçonnerie helvétique : I Histoire d'une maçonnerie sans histoires,  II L'apport de la franc-maçonnerie suisse à la franc-maçonnerie libérale,  in:  Maçonnerie, maçonneries (Conférences de la  Chaire Théodore Verhaegen 1983-1989) , Ed. par Jacques Marx, Editions de l'Université libre de Bruxelles, Bruxelles, 1990, pp. 67-100.